# Phare de Victoria Beach
Le phare de Victoria Beach (anglais : Victoria Beach Lighthouse) est un phare située à Victoria Beach en Nouvelle-Écosse. Il a été construit en 1901 dans le but de guider la navigation dans le goulet de Digby. Il a été désigné comme phare patrimonial par la Commission des lieux et monuments historiques du Canada en 2015.

## Description
Le phare de Victoria Beach est localisé sur le chemin Victoria Beach à Victoria Beach en Nouvelle-Écosse, sur la côte Est du goulet de Digby. Il s'agit d'une tour en bois en forme de pyramide tronquée à base carrée d’une hauteur de 7,9 m. Sa hauteur focale est de 18,3 m.

## Histoire
Le phare de Victoria Beach est le premier phare sur le site, mais le quatrième à avoir été construit pour guider le trafic maritime sur le goulet de Digby. Il s'agit d'un exemple typique de la petite tour en bois en forme de pyramide tronqué. Il a été construit en 1901 sur la pointe Battery, au sud-est du goulet.
Le phare a été automatisé en 1993. Il n'est plus en opération[Quand ?].
Il a été désigné phare patrimonial par la Commission des lieux et monuments historiques du Canada le 12 février 2015.

## Tourisme
Le phare de Victoria Beach est une attraction visuelle sur le trajet du traversier entre Saint-Jean et Digby et par ceux qui arrive par la route.